# Ильичёво (Ленинский район)
Ильичёво (до 1948 года Караку́й, Кара́-Кую́; укр. Іллічове, крымскотат. Qara Quyu, Къара Къую) — село на территории Ленинского района (Автономной) Республики Крым, образует Ильичёвское сельское поселение (Ильичёвский сельсовет).

## Население
| 2001  | 2014  | 2015  | 2016  | 2017  | 2018  | 2019  |
| ----- | ----- | ----- | ----- | ----- | ----- | ----- |
| 1878  | ↘1860 | ↘1858 | ↘1849 | ↘1844 | ↘1841 | ↘1836 |
| 2020  | 2021  |       |       |       |       |       |
| ↘1824 | ↗1886 |       |       |       |       |       |

Всеукраинская перепись 2001 года показала следующее распределение по носителям языка
| Язык             | Процент |
| ---------------- | ------- |
| русский          | 54.31   |
| крымскотатарский | 31.36   |
| украинский       | 13.21   |
| другие           | 0.21    |

### Динамика численности
| - 1889 год — 34 чел. - 1892 год — 68 чел. - 1902 год — 94 чел. - 1915 год — 0/102 чел. - 1926 год — 105 чел. - 1939 год — 371 чел. | - 1974 год — 1532 чел. - 1989 год — 1575 чел. - 2001 год — 1878 чел. - 2009 год — 1764 чел. - 2014 год — 1860 чел. |

## Современное состояние
На 2017 год в Ильичёво числится 12 улиц и 2 железнодорожные казармы 34 км; на 2009 год, по данным сельсовета, село занимало площадь 465 гектаров на которой, в 560 дворах, проживало 1764 человека. В селе действуют средняя общеобразовательная школа и детский сад «Колосок», сельский Дом культуры, библиотека, амбулатория общей практики семейной медицины.

## География
Расположено на севере центральной части района и Керченского полуострова, на невысоком Парпачском хребте, на безымянном левом притоке реки Семь Колодезей, высота центра села над уровнем моря — 35 м. Находится в непосредственной близости (примерно в 3 километрах по шоссе к юго-западу) от районного центра Ленино, там же ближайшая железнодорожная станция Семь колодезей (на линии Джанкой — Керчь). Транспортное сообщение осуществляется по региональным автодорогам 35Н-339 Ильичёво — до шоссе «граница с Украиной — Джанкой — Феодосия — Керчь» и 35Н-341 Ленино — Ильичёво (по украинской классификации — С-0-10832 и С-0-10834).

## История
Впервые в доступных источниках селение встречается в «Памятной книге Таврической губернии 1889 года», по результатам Х ревизии 1887 года, согласно которой в деревне Каракуя Петровской волости Феодосийского уезда числилось 12 дворов и 34 жителя. По «…Памятной книжке Таврической губернии на 1892 год» в Каракуи, входившем в Кенегезское сельское общество, числилось 54 жителя в 7 домохозяйствах, а в безземельном Каракуи, не входившем в сельское общество — 14 жителей, домохозяйств не имеющих. На верстовой карте Крыма 1896 года в селении обозначено 10 дворов с русским населением. По «…Памятной книжке Таврической губернии на 1902 год» в деревне Каракуи, входившей в Кенегезское сельское общество, числилось 94 жителя в 16 домохозяйствах. По Статистическому справочнику Таврической губернии. Ч.II-я. Статистический очерк, выпуск пятый Феодосийский уезд, 1915 год, в деревне Каракуи (она же Кайташ-Дере) Петровской волости Феодосийского уезда числилось 13 дворов (все дворы с землёй) с татарским населением в количестве 102 человек только «посторонних» жителей, из которых 48 мужчин и 54 женщины. Жители владели 1167 десятинами удобной земли. В хозяйствах имелось 148 лошадей, 127 волов, 56 коров и 1235 голов овец, свиней, или коз. Согласно списку 1915 года «…русских подданных из австрийских, венгерских или германских выходцев» землевладельцев, опубликованном в газете «Таврические губернские ведомости» в апреле 1915 года, при деревне Каракуи видимо, семья крымских немцев Кельберер имели земельныеучастки: Розина Якубовна — 46 десятин и Давид Вильгельмович — 23 дес..
После установления в Крыму Советской власти, по постановлению Крымревкома, 25 декабря 1920 года был образован Керченский (степной) уезд, а, постановлением ревкома № 206 «Об изменении административных границ» от 8 января 1921 года была упразднена волостная система и село вошло в состав Петровского района Керченского уезда, а в 1922 году уезды получили название округов. 11 октября 1923 года, согласно постановлению ВЦИК, в административное деление Крымской АССР были внесены изменения, в результате которых округа были отменены, Керченский округ слили с Феодосийским, Петровский район упразднили, влив в Керченский район. Согласно Списку населённых пунктов Крымской АССР по Всесоюзной переписи 17 декабря 1926 года, в селе Каракуи (русский), Семи-Колодезянского сельсовета Керченского района, числилось 27 дворов, из них 24 крестьянских, население составляло 105 человек (49 мужчин и 56 женщин). В национальном отношении учтено: 55 русских, 45 украинцев, 4 болгар, 1 грек. Постановлением ВЦИК «О реорганизации сети районов Крымской АССР» от 30 октября 1930 года (по другим сведениям 15 сентября 1931 года) Керченский район упразднили и село включили в состав Ленинского. По данным всесоюзной переписи населения 1939 года в селе проживал 371 человек.
Во время Великой Отечественной войны в ходе Керченско-Феодосийской десантной операции в декабре 1941 года — январе 1942 года на Ак-Монайских позициях в районе села вели оборонительные бои части 51-й армий Крымского фронта. 1730 воинов, погибших в этих сражениях,, были похоронены в братской могиле на окраине Коджалара. В 1950 году на могиле был установлен памятник. В том же 1942 году у села действовал 747 военно-полевой госпиталь. После прорыва фашистами позиций советских войск, тяжелораненые воины из госпиталя были расстреляны и похоронены на сельском кладбище. В 1960-х годах на братской могиле также установлен памятник. На фронтах войны сражались 155 жителей села, многие из них погибли, 124 человека награждены орденами и медалями.. В их честь в центре села установили памятный знак, реконструированный в 1990 году. Постановлением Совета министров Республики Крым № 627 от 20 декабря 2016 года три памятника отнесены к категории объектов культурно-исторического наследия России.
С 25 июня 1946 года Каракуй в составе Крымской области РСФСР. Указом Президиума Верховного Совета РСФСР от 18 мая 1948 года, Каракуй переименовали в Ильичёво. 26 апреля 1954 года Крымская область была передана из состава РСФСР в состав УССР. В 1957 году к Ильичёво присоединили посёлок Семь Колодезей (согласно справочнику «Крымская область. Административно-территориальное деление на 1 января 1968 года» — в период с 1954 по 1968 годы). По данным переписи 1989 года в селе проживало 1575 человек. С 12 февраля 1991 года село в восстановленной Крымской АССР, 26 февраля 1992 года переименованной в Автономную Республику Крым. С 18 марта 2014 года — де-факто в составе Республики Крым России, аннексировано Россией.
12 мая 2016 года парламент Украины, не признающий российскую аннексию, принял постановление о переименовании села в Кара-Кую (укр. Кара-Кую), в соответствии с законами о декоммунизации, однако данное решение не вступает в силу до «возвращения Крыма под общую юрисдикцию Украины».